# Tiszacsermely
Tiszacsermely is een plaats (község) en gemeente in het Hongaarse comitaat Borsod-Abaúj-Zemplén. Tiszacsermely telt 639 inwoners (2001).